# Sukajadi (Tanjung Beringin)
Sukajadi is een bestuurslaag in het regentschap Serdang Bedagai van de provincie Noord-Sumatra, Indonesië. Sukajadi telt 1846 inwoners (volkstelling 2010).